# 安東尼·約翰遜
安东尼·科沃·约翰逊（Anthony Kewoa Johnson，1984年3月6日—2022年11月13日），美国综合格斗家，长期参加终极格斗冠军赛，并多次进入冠军赛，最后一场比赛是与Bellator MMA的格斗。他参加过次中量级、中量级、次重量级和重量级比赛。他因能一拳击倒对手而被称为“Rumble”。他还在2011年的电影《勇士》中在扮演了一个小角色，参加了一个名为“斯巴达”的大型国际综合格斗锦标赛。
在UFC对次重量级选手的官方排名中，约翰逊排名第一，而他于2017年4月退役前，被Sherdog和ESPN评为世界第二。约翰逊后来于2021年5月复出，在最后一场比赛中击倒对手获胜。

## 早年生活
安东尼·科沃·约翰逊出生于乔治亚州的都柏林，从两岁开始由祖父母抚养长大。早年，约翰逊甚为崇拜他的祖父和足球运动员沃尔特·佩顿。他就读于西劳伦斯高中，凭借摔跤获得奖学金后进入加利福尼亚州苏珊维尔的拉森学院，并成为全国初级学院学生的摔跤冠军。大学毕业后，约翰逊最初从事保镖职业，后在朋友因建议下，于20岁时开始参加综合格斗。

## 综合格斗生涯

### UFC
约翰逊于第十届格斗之夜首次亮相UFC，首轮仅进行了13秒就击倒了查德·雷纳 (Chad Reiner)。他在接到通知不到一周后就参加了比赛，取代肩袖撕裂的史蒂夫·布鲁诺上场。他之前曾参与《终极格斗王》第六季的试镜，但没有出现在节目中，原因尚未公开。
约翰逊的下一场比赛为UFC 76，对手里奇·克莱门蒂，于第二轮被裸绞降伏。
第一次失利后，约翰逊在UFC格斗之夜：弗洛里安对战劳宗之中对阵汤姆·斯皮尔，于第一轮开始不久即将对方击倒。
在2008年7月19日的UFC格斗之夜：席尔瓦对阵欧文的比赛中，约翰逊对阵凯文·伯恩斯，赛事由Spike TV现场直播。整场比赛中，伯恩斯因多次戳中约翰逊的眼睛而收到警告。在第三轮比赛中，约翰逊的眼睛再次被戳伤，导致视网膜破裂，无法继续比赛。裁判史蒂夫·马扎加蒂宣布伯恩斯是通过技术性击倒而获胜，引发争议。约翰逊其后提出上诉，但因“被告无法作出赔偿”而被驳回。
约翰逊在终极格斗士第8轮决赛的复赛中再次与凯文·伯恩斯并取得胜利，获得25,000美元奖金。
2009年2月7日，约翰逊在UFC格斗之夜：劳宗对阵史蒂芬斯中对阵路易吉·菲奥拉万蒂，于第一轮将对方技术性击倒。
按照计划，约翰逊本应在终极格斗士第9轮决赛中对阵马特·布朗，但因膝盖受伤被迫取消，后在UFC 104上对阵日本柔道选手吉田善行。约翰逊的体重为176磅，比次中量级非冠军赛限制（171磅）高出5磅，需要放弃20%的奖金。他在第一轮比赛开始后41秒击倒吉田，但由于体重不合要求而没有资格获得奖金。
由于约翰逊在与吉田的比赛中并未受到太多伤害，他很快就扭转了局面，得以在2009年11月21日在UFC 106上对阵乔什·科切克，二人均获得“Fight of the Night”荣誉，最终科斯切克通过裸绞获胜。
约翰逊原定于2010年3月21日在UFC LIVE：维拉对阵琼斯中对阵约翰·霍华德，但由于在训练中膝盖受伤而取消。
由于膝盖受伤，约翰逊决定改为参加UFC中量级比赛，他在2010年6月4日《Inside MMA》的节目中表示，他通常必须减掉55磅才能达到170磅。约翰逊又表示虽然他可能会参加量级为185磅的比赛，但不打算保持，而是打算继续参加170磅量级的比赛。
约翰逊于2011年初重返八角笼场地，于当年年3月26日在第24届UFC格斗之夜对阵丹·哈迪，他凭借自己高超的摔跤技巧控制住了哈迪，在第一轮以一记左踢爆头将其击倒，取得决定性胜利。
约翰逊原本预计将在2011年6月26日的UFC Versus 4上与内特·马夸特竞技，而这将是他的第一场压轴比赛，但再次由于受伤被迫取消，由里克·斯托里代替。
约翰逊其后在UFC on Versus 6中对阵查理·布伦曼，于第一轮将对方击倒，获得“Knockout of the Night”的荣誉。
约翰逊的下一场比赛为在2012年1月14日在UFC 142迎战维托尔·贝尔福特，于该场比赛称重之前，医生建议约翰逊停止减肥并补充水分。约翰逊的体重为197磅，比中量级限制重11磅。按照规定，约翰逊在比赛当天的体重不得超过205磅，并需将奖金的20%交给贝尔福特。比赛当天，比赛官方公布约翰逊的体重为204.2磅，而最终贝尔福特在第一轮比赛中获胜。这场失利之后，约翰逊再次因为体重超标而受到纪律处分，被取消了晋级资格。

### 泰坦格斗冠军赛
离开UFC赛场后，约翰逊在第22届泰坦格斗冠军赛上与UFC老将大卫·布兰奇对决。比赛称重当天，约翰逊的体重为194.2磅，再次与186磅的中量级限制不符，这是约翰逊职业生涯中第四次超过体重限制，比赛结束后，全场一致同意约翰逊以30∶27赢得比赛。
在第24届泰坦格斗锦标赛上，约翰逊首次参加轻量级比赛，对手是曾获得“笼中之王(King of the Cage)”荣誉的超级重量级冠军埃斯特维斯·琼斯，约翰逊在第二轮比赛开始仅51秒时就将对手技术性击倒。

### 独立晋级
约翰逊在第9届Xtreme格斗之夜与杰克·罗肖特对决，于第二轮将对手技术性击倒。

### 世界格斗联赛
2012年11月3日，约翰逊在第一届世界格斗联赛（WSFO）上对阵Bellator的老将D.J. Linderman，于第一轮将对方击倒。
2013年3月23日，约翰逊在WSOF 2中参加重量级比赛，对阵安德烈·阿尔洛夫斯基并获胜。
约翰逊原定于2013年9月14日在第5届WSOF上与Strikeforce的老将迈克·凯尔交手，但最终因伤受伤被迫退出比赛。
约翰逊与迈克·凯尔的对决最终得以于2014年1月18日在佛罗里达州好莱坞举办的第8届WSOF上进行，约翰逊于第一轮击倒对手。

### 重返UFC
2014年2月4日，约翰逊与UFC签署了一份合同，合同约定约翰逊将得以参加UFC的四场比赛，以及继续以轻重量级选手身份参赛，将于4月27日在UFC 172迎战顶级格斗家菲尔·戴维斯。比赛中约翰逊在防住戴维斯所有的击倒尝试后将其击败，并在所有三轮比赛中占据了主导地位。
2014年7月26日，约翰逊在第12届UFC Fox的联合主赛事中对战安东尼奥·罗格萨里奥·诺盖拉，于第一轮开始仅44秒时就将对手击倒，约翰逊通过这场胜利首次获得“Performance of the Night”荣誉。

#### 被UFC停职与再次回归
2014年9月19日，有消息称约翰逊涉嫌对其两个孩子的母亲实施家庭暴力，约翰逊随后否定该传闻，但这仍导致UFC发表声明称在调查结束之前，约翰逊将被无限期停职。2014年11月6日，该民事案件被驳回后，UFC解除了约翰逊禁令。
2015年1月24日，约翰逊与亚历山大·古斯塔夫森在第14届UFC on Fox中进行对决，胜者将能够进入对战乔恩·琼斯的冠军争夺赛，约翰逊在第一轮将对手技术性击倒，成为第一个通过对决阻止古斯塔夫松进入冠军赛的人，并二度获得“Performance of the Night”荣誉。
约翰逊原计划将于2015年5月23日的第187届UFC中迎战乔恩·琼斯，但琼斯于4月28日因犯下重罪后逃逸而被剥夺UFC轻重量级冠军头衔，并被无限期禁赛。空缺的UFC轻重量级冠军由约翰逊与丹尼尔·科米尔进行争夺，第一轮开始时，约翰逊成为第一个击倒科米尔的人，但他未能获得最终胜利，科米尔在第三回合以裸绞取胜。
约翰逊原计划于2015年9月5日在第191届UFC中对阵Jan Błachowicz，但他在7月30日退出了比赛，转而与吉米·马努瓦(Jimi Manuwa)进行比赛，他在第一轮的凭借摔跤技巧占据上风，其后在第二轮击倒对手。
2016年1月30日，约翰逊在UFC on Fox中对阵瑞安·巴德，在守住巴德几轮攻势后获胜，第四次获得“Performance of the Night”荣誉。
约翰逊原定于2016年7月23日在第20届UFC on Fox中对阵格洛佛·特谢拉，但最终取消，原因未公开，二人之间的比赛后来被重新安排在第202届UFC中举行。约翰逊在第一轮比赛开始13秒时击倒特谢拉，第五次获得“Performance of the Night”荣誉。
约翰逊预计将于2016年12月10日在第206届UFC中与冠军丹尼尔·科米尔举行复赛，但科米尔在11月25日以受伤为由退出比赛，约翰逊也随之退出，二人后来在2017年4月8日在第210届UFC中对决，约翰逊决定运用摔跤技术作为主要进攻方式，但这导致他陷入疲惫，在第二回合中被以裸绞方式击败。比赛结束后，约翰逊宣布退出UFC，并会立即停止参加格斗赛事。
2017 年，在Blackzilians停止在佛罗里达地区运营后，约翰逊转投开放健身俱乐部Combat Sports和CSMMA。
2019年8月，距离约翰逊最初宣布退休两年，他确认将重新进入美國反禁藥組織的注册库。虽然他最初称要参加重量级赛事，但最终决定留在轻重量级。2019年10月，约翰逊证实自己正在与UFC高层就回归重量级相关问题进行谈判，并希望能在2020年4月回归，惟他最终于2020年8月下旬才被列入注册库，获得2021年2月的比赛资格。

### Bellator MMA
2020年12月9日，约翰逊宣布离开UFC，并与Bellator MMA签订了一份多场比赛的合同。
2021年2月9日，约翰逊宣布将参加Bellator轻重量级世界大奖赛锦标赛(Bellator Light Heavyweight World Grand Prix Tournament)，原定于4月16日对阵约埃尔·罗梅罗，但其后于3月26日宣布比赛将被移至5月7日。4月29日，有消息称罗梅罗未能通过赛前体检，比赛被取消，罗梅罗被从比赛中除名，第二天，官方宣布由何塞·奥古斯托取代约尔参加这场比赛和之后的大奖赛，约翰逊在第一轮被淘汰，在第二轮获胜。
在大奖赛的半决赛中，约翰逊原定于2021年10月16日在Bellator 268中迎战上届冠军瓦迪姆·涅姆科夫，9月18日，约翰逊因不明疾病被迫退出比赛，而他表示希望在2022年重返赛场。

## 个人生活与逝世
格斗生涯结束后，约翰逊创办了一家石油公司Competitive Body Development，以大麻二酚为原材料。2019年初，约翰逊被任命为裸拳格斗锦标赛的选手间关系负责人。
约翰逊长期患有一种由非霍奇金淋巴瘤和噬血细胞性淋巴组织细胞增生症（一种自身免疫性疾病）造成的癌症，最终于2022年11 月13日因器官衰竭去世。

## 违法指控

### 家庭暴力
2008年，约翰逊被判犯有家庭殴打罪，他不认罪但放弃抗辩，判处三年徒刑缓刑。他还被指控涉嫌通过手机威胁受害者并造成财产损失，但其后被驳回。
2014年3月，约翰逊被指控在阿肯色州对其前女友（亦是其孩子的母亲）实施家庭暴力。在2014年9月向公众披露的一份警方报告中的约翰逊前女友的声明声称约翰逊闯入她的工作场所，先是接近她的椅子，其后抓住她的衬衫将她从椅子上拽起。她进一步称约翰逊随后抓住她的右臂，用力拉了几次，将她拉近，并当着几名同事辱骂她。警方报告还表示，其前女友的手臂上有明显的瘀伤，锁骨附近有抓痕。警方称约翰逊的女友在讲述这些事情时痛哭以及浑身颤抖。但最终该案没有提出任何指控。
约翰逊于2019年5月5日在佛罗里达州的博卡拉顿被捕。此前约翰逊的女友称约翰逊在一次争吵中发怒，把她抱起来带到了另一个房间，她由于担心自己的安全，拨打了911。警察赶到后将约翰逊逮捕，并将他带到棕榈滩县监狱。约翰逊因家庭殴打罪被登记在案（根据法律，任何在没有过同意的情况下的接触都可视为殴打罪）。几小时后，约翰逊在提交保证后获释，即他签署了一份法庭命令，承诺在未来法庭规定日期出庭，5月15日，约翰逊在受审时表示不认罪，该案最终被驳回，约翰逊与检察官达成协议，同意参加愤怒管理课程，对约翰逊的指控也被撤销。此外，由于大麻检测呈阳性，法庭要求他每两周参加一次检测。

### 其他
2021年5月11日，约翰逊在康涅狄格州的费尔菲尔德县被捕，并被指控身份盗窃，原因是他涉嫌使用偷来的信用卡支付2019年11月从新泽西州纽华克飞往佛罗里达州劳德代尔堡的航班费用，后约翰逊在上交500美元保释金后获释。

## 外部鏈接
- 安東尼·約翰遜在Sherdog上的综合格斗战绩资料
- 安東尼·約翰遜在终极格斗冠军赛上的资料